# هوتیای کوتوله
هوتیای کوتوله (نام علمی: Mesocapromys nanus) نام یک گونه از سرده هوتیاهای میانه است.